# Lotus argyrodes
Lotus argyrodes — вид рослин з родини бобові (Fabaceae), ендемік Мадейри.

## Опис
Багаторічна, не витка рослина.

## Поширення
Ендемік Мадейри.